# Strada statale 715 Siena-Bettolle
La strada statale 715 Siena-Bettolle (SS 715), già nuova strada ANAS 3 Siena-Bettolle (NSA 3), è una strada statale italiana che collega la città di Siena con l'A1. In conseguenza dei lavori di riqualificazione, costituisce col raccordo Bettolle-Perugia un’unica superstrada che collega Siena a Perugia.

## Percorso
La strada ha origine a Siena dall'ex strada statale 2 Via Cassia, ma i primi 1,450 km risultano declassati e consegnati al comune di Siena stesso. Fino all'innesto con la strada statale 223 di Paganico, l'arteria presenta una sede stradale a carreggiata unica con una corsia per senso di marcia; dopo tale innesto inizia invece il tratto a doppia carreggiata che contraddistingue la strada per la quasi totalità del suo percorso.
L'itinerario prosegue perciò verso est, fino allo svincolo di Colonna del Grillo, da cui si diparte il tratto non declassato della strada statale 73 Senese Aretina in direzione di Arezzo; la strada a questo punto devia verso sud-est costeggiando Rapolano Terme e Sinalunga, descrivendo una grande "S". L'arteria termina, senza soluzione di continuità, sul raccordo autostradale 6 Bettolle-Perugia, all'altezza del casello di Valdichiana dell'A1 Milano-Napoli.

### Tabella percorso
| Siena-Bettolle                                     |                                     |      |      |           |                |
| Tipo                                               | Indicazione                         | ↓km↓ | ↑km↑ | Provincia | Strada europea |
|                                                    | Siena                               | 1,5  | 44,7 | SI        |                |
|                                                    | Area di servizio                    | -    | 44,4 | SI        |                |
|                                                    | Traversa Romana-Aretina             | 2,0  | 44,2 | SI        |                |
|                                                    | di Paganico Grosseto - Firenze      | 2,3  | 43,4 | SI        |                |
| Inizio tratto strada extraurbana principale km.2,9 |                                     |      |      | SI        |                |
|                                                    | Taverne d'Arbia Nord                | 3,5  | -    | SI        |                |
|                                                    | Taverne d'Arbia ex Lauretana        | 5,0  | 41,0 | SI        |                |
|                                                    | Casetta - Monteaperti               | 6,9  | 39,3 | SI        |                |
|                                                    | Area di servizio                    | 11,5 | -    | SI        |                |
|                                                    | Area di servizio                    | -    | 33,5 | SI        |                |
|                                                    | Castelnuovo Berardenga              | 14,2 | 32,1 | SI        |                |
|                                                    | Colonna del Grillo Senese Aretina   | 17,6 | 28,4 | SI        |                |
|                                                    | Area di servizio "Il Grillo"        | -    | 27,0 | SI        |                |
|                                                    | Area di servizio "San Piero"        | 19,2 | -    | SI        |                |
|                                                    | Rapolano Terme                      | 22,9 | 23,4 | SI        |                |
|                                                    | Serre di Rapolano                   | 27,8 | 18,7 | SI        |                |
|                                                    | Area di servizio "Serre"            | -    | 17,8 | SI        |                |
|                                                    | Asciano ex Lauretana                | 30,5 | 15,7 | SI        |                |
|                                                    | Rigomagno Arezzo                    | 35,9 | 9,8  | SI        |                |
|                                                    | Area di servizio                    | 39,7 | -    | SI        |                |
|                                                    | Sinalunga centro ex di Rapolano     | 40,1 | -    | SI        |                |
|                                                    | Sinalunga                           | 41,3 | 4,8  | SI        |                |
|                                                    | Area di servizio                    | -    | 1,7  | SI        |                |
|                                                    | Bettolle FI-RM svincolo Valdichiana | 45,4 | 0,7  | SI        |                |
|                                                    | Bettolle-Perugia                    | 46,1 | 0    | SI        |                |

## Le classificazioni storiche
L'odierna classificazione di questa strada è solo l'ultima di una serie che si sono alternate nel tempo, frutto anche dell'inserimento di parte della tratta nell'itinerario della strada europea E78: nel 1965 fu istituito il raccordo Siena-Bettolle che soppiantava il vecchio tracciato della strada statale 73 Senese Aretina tra Siena e Colonna del Grillo e della strada statale 326 di Rapolano tra Colonna del Grillo e Sinalunga, proseguendo oltre fino all'A1. Nell'ottica di attuazione del decreto legislativo n. 112 del 1998, venne individuata la rete stradale di interesse nazionale e di interesse regionale, e la tratta in questione risultava classificata per intero come strada statale 326 di Rapolano.
Nell'ottica di consentire un rapido collegamento tra l'A1 e il capoluogo senese, si è provveduto all'ammodernamento del raccordo, col risultato di sovrapporsi ai vecchi tracciati della SS 73 e della SS 326, di cui sono rimasti solo alcuni tronconi, oramai destinati al traffico locale. Tali tratti sono stati inizialmente compresi negli itinerari delle stesse SS 73 e SS 326 (come riscontrabile dalla documentazione ANAS), salvo poi costituire la nuova strada ANAS 3 Raccordo Siena-Bettolle, fino alla definita classificazione quale SS 715.
Tale classificazione, risalente al 2010, prevede il seguente itinerario: "Innesto con la S.S. n. 223 presso Siena Sud - Colonna del Grillo - Innesto con l'R.A. 06 presso Bettolle".